# Andrzej Ziombra
Andrzej Piotr Ziombra (ur. 1 sierpnia 1969 w Złotoryi) – duchowny rzymskokatolicki, doktor teologii, kanonik R.M., kanonik gremialny kapituły krzeszowskiej, wykładowca akademicki.

## Życiorys
Urodził się w rodzinie Bronisława (zm. w 2014) i Jadwigi Ziombrów w Złotoryi. W roku 1988 ukończył Zespół Szkół Elektryczno-Mechanicznych w Legnicy. W tym samym roku podjął studia w Metropolitalnym Wyższym Seminarium Duchownym we Wrocławiu. 
W dniu 28 maja 1994 roku przyjął święcenia kapłańskie w katedrze legnickiej. Następnie pracował w latach 1994–2003 w parafii pw. Wniebowzięcia NMP i św. Mikołaja w Bolesławcu, 2003–2006 – w parafii Trójcy Świętej w Legnicy, 2006–2008 w parafii katedralnej pw. św. Piotra i Pawła. 
W latach 2008–2011 pełnił funkcję zastępcy dyrektora Caritas Diecezji Legnickiej, gdzie zajmował się wolontariatem, współpracą międzynarodową z Caritas Litomierzyce (Czechy) oraz Caritas Drezdeńsko-miśnieńskiej i Görlitz (Niemcy), a także pełnił funkcję dyrektora Ośrodka Edukacyjno-Opiekuńczego „Samarytanin” w Legnicy. W latach 2009–2011 towarzyszył biskupowi Markowi Mendykowi w jego pasterskiej posłudze. Od 2011 r. pełni funkcję proboszcza w parafii św. Jacka w Legnicy, gdzie 10 kwietnia 2016 roku zostało ogłoszone Wydarzenie Eucharystyczne o znamionach cudu.
W 2008 roku obronił pracę doktorską na Papieskim Wydziale Teologicznym we Wrocławiu, pod kierunkiem bp. prof. Ignacego Deca (specjalność: filozofia). Od 2008 roku prowadzi wykłady ze wstępu do filozofii i antropologii filozoficznej w Wyższym Seminarium Duchownym w Legnicy. Od 2014 roku został adiunktem w Instytucie Filozofii Chrześcijańskiej (Katedra Antropologii i Etyki) Papieskiego Wydziału Teologicznego we Wrocławiu.     
W 2008 roku został mianowany nadzwyczajnym spowiednikiem alumnów WSD w Legnicy. Był założycielem i dyrektorem w latach 2008–2016 Uniwersytetu Trzeciego Wieku Diecezji Legnickiej. W latach 2007–2012 pełnił funkcję sekretarza Komisji ds. Duchowieństwa I Synodu Diecezji Legnickiej. 3 stycznia 2018 roku został mianowany ojcem duchownym prezbiterów rejonu legnickiego.

## Nagrody i wyróżnienia
- 2010 – Kanonik R.M.
- 2013 – Kanonik gremialny kapituły krzeszowskiej[6]